# SR-3

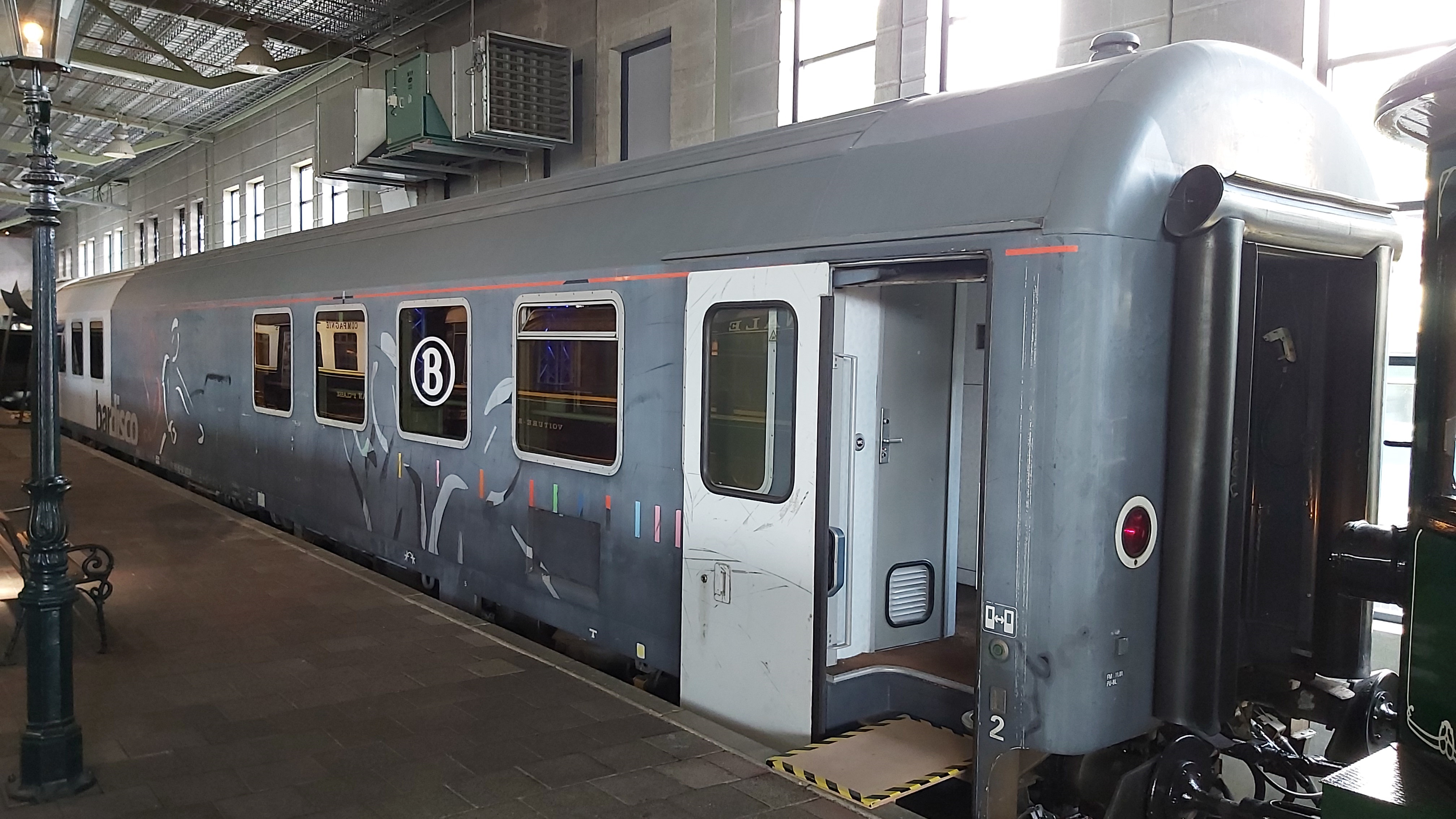
SR-3 in Utrecht.

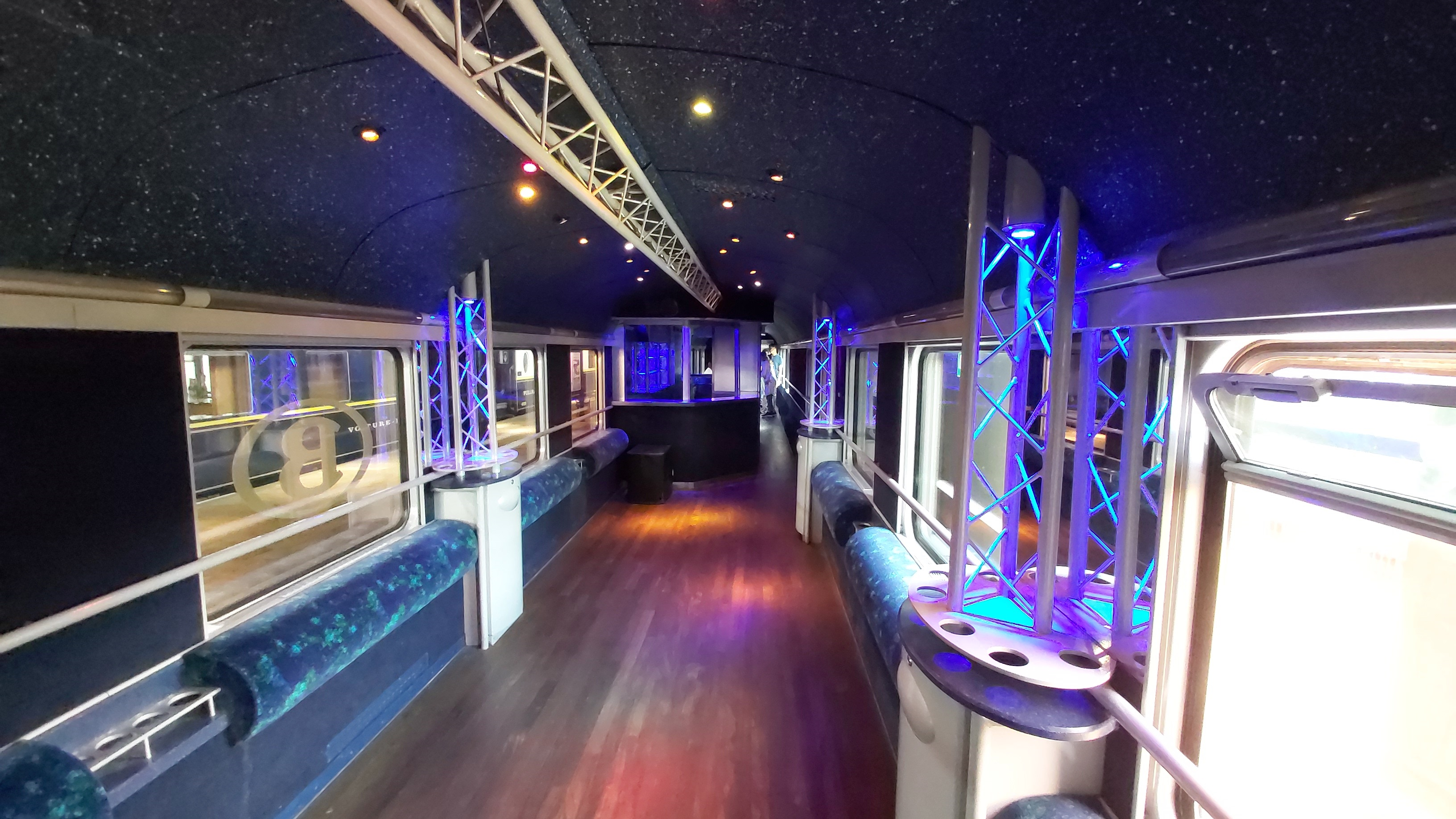
SR-3 interieur.

De SR-3 is de naam van het derde bar-discorijtuig van de Belgische NMBS.
Het eerste, de SR-1, werd gebouwd voor railcharter Railtour uit een wagon type I1. Dit AB-rijtuig had als oorspronkelijk nummer 10089 en kreeg later de nummers 18032, 13032 en B8 12248. In 1974 werd het rijtuig tot dansrijtuig verbouwd en kreeg het nummer 17901.  Later werd de SR-2 gebouwd uit een DMS-rijtuig (voor bagage).
Na een brand in de SR-2 had men dringend een vervanger nodig. Hierop werd de SR-3 gebouwd.
Het is een wagen van het type I10, die omgebouwd werd in 2002 door de werkplaats van Mechelen. Bij deze ombouw werden alle stoelen verwijderd, en werd een nieuwe dak- en vloerbedekking van tapijt geplaatst. Verder werd in het midden van de wagon een halfronde bar geplaatst, tegen één wand zodat een wandelpad vrij blijft. Aan één kant is plaats voor tafels of een dansvloer, aan de andere kant zijn zitblokken geplaatst (een zogenaamde rustige zone). Er is ook een nieuw 220V-circuit geplaatst, samen met een muziekinstallatie.
Het rijtuig rijdt mee in de ski-treinen tussen Brussel en Innsbruck. In de zomer rijdt het vooral mee in gecharterde treinen. Het heeft geen reguliere ritten.